# Image Composite Editor
Image Composite Editor (également appelé ICE) est un gratuiciel (logiciel gratuit) destiné à la création de panoramas (ou vues panoramiques) par assemblage de photos, développé par Microsoft Research, une division de Microsoft spécialisée dans la recherche en informatique créée en 1991.
D'une grande simplicité d'utilisation, Image Composite Editor produit d'excellents résultats et est d'une grande efficacité.
Puissant, il ne connaît pas de limite de taille et permet de créer des « panoramas gigapixels ».

## Historique
ICE a été publié pour la première fois en 2008 et a été téléchargé environ 1.200 fois par jour depuis lors.
La version 2, sortie en février 2015, apporte de nouvelles fonctionnalités comme l'Automatic Image Completion et la fonction Video to Panorama.

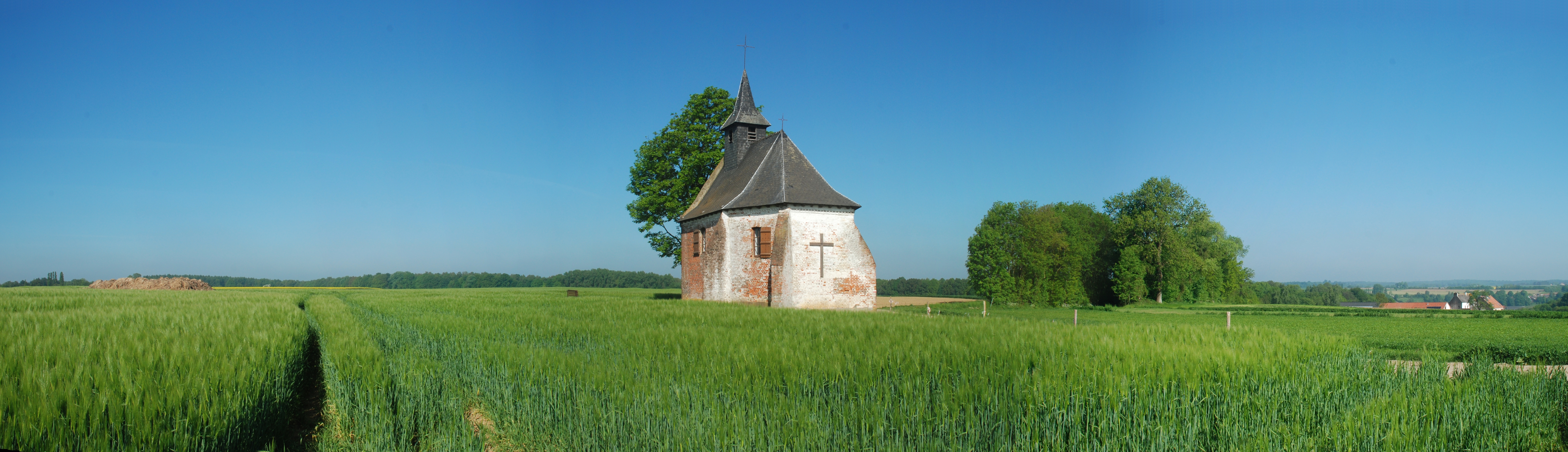
Panorama du plateau de la chapelle du Try-au-Chêne (Bousval, Belgique) réalisé avec Image Composite Editor.

## Système d'exploitation
Image Composite Editor est disponible uniquement sur le système d'exploitation Windows (XP / Vista / 7 / 8 / 8.1).

## Formats d'image
Le logiciel peut créer un panorama à partir de photos ou à partir d'une vidéo,.
Pour les photos, Image Composite Editor accepte les formats JPG, PNG, BMP, TIFF et HD Photo Files WDP,.
Pour les vidéos, il supporte les formats 3G2, 3GP, AVI, M4V, MOV, MP4 and WMV.

## Fonctionnalités
Le logiciel peut créer trois types de panorama : simple, structuré et vidéo.

### Panorama construit à partir de photos

#### Panorama simple
Image Composite Editor est destiné à combiner plusieurs vues prises soit du même endroit en faisant tourner l'appareil photo entre chaque prise de vue (rotating motion), soit en se déplaçant latéralement (planar motion), mais toujours avec un chevauchement (overlap) entre les photos successives.
Le logiciel permet également de créer des panoramas verticaux.
Il combine automatiquement les photos originales, sans que l'utilisateur ne doive indiquer les raccords, ni l'ordre d'assemblage, et génère une photographie panoramique à haute résolution,,.
L'utilisateur a le choix entre quatre types de déplacement de l'appareil photo (camera motion type) : 
- rotating motion (mouvement de rotation) ;
- planar motion 1 (déplacement latéral) ;
- planar motion 2 (déplacement latéral) ;
- planar motion 3 (déplacement latéral).

En cas de rotating motion, on a le choix entre plusieurs types de projection, :
- perspective ;
- cylindrique horizontale ;
- cylindrique verticale ;
- sphérique horizontale ;
- sphérique verticale.

La photo panoramique peut être recadrée manuellement ou recadrée automatiquement (automatic crop) ou complétée automatiquement (automatic completion) depuis la version 2.
Le résultat final peut être exporté sous plusieurs formats (JPG, PNG, BMP, TIFF, HD View, Silverlight Deep Zoom, Photoshop PSD, WDP, XML),, avec réglage du taux de compression en cas de JPEG.

#### Panorama structuré
Le logiciel supporte également les « panoramas structurés », des panoramas de grande taille et de grande précision consistant en centaines de photos prises selon une grille rectangulaire de lignes et de colonnes au moyen d'une tête panoramique robotisée,,.

### Panorama construit à partir d'une vidéo
La fonctionnalité video to panorama ajoutée en version 2 permet d'exploiter une vidéo pour créer une image panoramique de mouvement qui montre un sujet plusieurs fois pendant qu'il voyage à travers le cadre, comme un sportif en mouvement par exemple.
Le logiciel permet de lire la vidéo et de choisir les points de début et de fin de la séquence ou de dessiner des rectangles autour des régions des images vidéo que l'on souhaite conserver dans le panorama final.